# Takuya Takagi
Takuya Takagi (født 12. november 1967) er en japansk fodboldspiller.

## Japans fodboldlandshold
| Japans landshold | Japans landshold | Japans landshold |
| År               | Kmp              | Mål              |
| ---------------- | ---------------- | ---------------- |
| 1992             | 11               | 5                |
| 1993             | 13               | 7                |
| 1994             | 5                | 2                |
| 1995             | 0                | 0                |
| 1996             | 10               | 6                |
| 1997             | 5                | 7                |
| Total            | 44               | 27               |